# Dominique Gaigne
Dominique Gaigne (3 juli 1961) is een Frans voormalig wielrenner.

## Levensloop en carrière
Dominique Gaigne werd beroepswielrenner in 1983. Hij verraste dat jaar meteen door de proloog in de Ronde van Spanje te winnen. In datzelfde jaar won hij de vijfde rit in de Ronde van Frankrijk. In 1984 won hij met zijn ploeg Renault de ploegentijdrit in de Ronde van Spanje en de Ronde van Frankrijk. In 1986 won hij opnieuw de ploegentijdrit in de Robde van Frankrijk, hetgeen hem de gele trui opleverde. Datzelfde jaar won hij de Ronde van Limousin. In 1989 beëindigde hij zijn professionele carrière.

## Resultaten in voornaamste wedstrijden
| Jaar | Ronde van Italië | Ronde van Frankrijk | Ronde van Spanje |
| ---- | ---------------- | ------------------- | ---------------- |
| 1983 |                  | 65e (1)             | opgave (1)       |
| 1984 | 83e (1)          | 121e (1)            |                  |
| 1985 |                  | 116e                |                  |
| 1986 |                  | 85e                 |                  |
| 1988 | opgave           |                     |                  |
| 1989 |                  |                     | 82e              |

| Jaar | Luik-Bast.‑Luik |
| ---- | --------------- |
| 1983 |                 |
| 1984 |                 |
| 1985 |                 |
| 1986 |                 |
| 1988 | 17e             |
| 1989 |                 |